# 惡靈進化
《惡靈進化》是一款由Turtle Rock工作室开发并由2K Games发行在Xbox One、PlayStation 4以及Windows平台上的第一人称射击游戏。2016年7月，游戏宣布其Windows版本将会免费提供。
於2018年9月3日因獵人、怪獸平衡機制不公平以及地圖過大等問題關閉伺服器，僅提供純連線對戰於PC、家機平台。